# 白石司
白石 司（しらいし つかさ、1931年3月1日 - 2020年3月18日）は、日本の実業家。九電工社長・会長を歴任。在福岡インドネシア共和国名誉領事。

## 経歴
- 1931年3月 福岡市生
- 1948年3月 福岡県中学修猷館卒業
- 1953年3月 九州大学法学部卒業
  - 4月 九州電力入社
- 1983年6月 九州電力取締役営業部長
- 1987年6月 同社常務取締役
- 1991年6月 同社代表取締役副社長
- 1993年6月 九電工代表取締役会長
- 1994年6月 同社代表取締役社長
- 1999年6月 同社代表取締役会長
- 2002年6月 同社相談役